# Нирєу-Герца
Нирєу-Герца — річка  в Румунії й Україні, у  повіті Ботошані й Герцаївському районі Чернівецької області, права притока  Герци (басейн Дунаю).

## Опис
Довжина річки приблизно 8 км. Формується з багатьох безіменних струмків.  

## Розташування
Бере  початок у селі Пояна. Тече переважно на північний захід через Фунду-Херцій. Перетинає румунсько-український кордон, тече через село Могилівку і на південно-східній околиці Герца впадає у річку Герцу, праву притоку Пруту. 